# 偽証
偽証（ぎしょう）とは嘘を真実のように証言する行為。特に、裁判で宣誓したはずの証人、鑑定人、通訳の虚偽証言を指す。

## 概要

### カナダ
偽証を裁判で誤審をもたらす可能性がある重大な犯罪と見なしているカナダ では、偽証罪を犯した者は14年以下の禁固刑に処せられると規定されている。

### イングランド&ウェールズ
イングランドと ウェールズでは偽証罪で有罪判決を受けた者は、7年以下の懲役または罰金、またはその両方に処せられると規定されている。

### アメリカ合衆国
アメリカ合衆国の連邦法は、偽証罪を重罪に分類し、最高5年の懲役刑を規定している。カリフォルニア州刑法では、「無実の人の死刑」を引き起こした場合、偽証した者を死刑 とすることを認めている。他人へ不当な死刑執行を引き起こした場合も含めた、不法な死刑目的とした偽証罪は、それぞれ殺人または殺人未遂と解釈され、米国のほとんどの州で重罪と見なされている。しかし、偽証罪による起訴はあまりされない。

### 韓国
韓国で起訴された人数は、偽証罪は日本の171倍、誣告罪では217倍だった。日本の人口は韓国の2.5倍なので、人口比では日本より偽証犯罪は427倍、誣告犯罪は542倍多い。
韓国経済新聞が後援するジョンギュジェニュースによると、2013年比較で偽証犯罪が韓国で3420件、日本は10件だった。そのため、韓国は偽証が人口比で日本の約685倍である。2000年との比較でも2013年には偽証罪が日本の66倍（人口比では165倍）となっている。　
2016年に朝鮮日報のカン・チョンソク論説顧問は、法廷で「証人」による嘘が蔓延っているとして、韓国は「偽証の国」の状態であると述べている。
2017年には2012年と比較して偽証が15.5％増加し、平均すると国内で毎日3.7件摘発されている。韓国警察庁の犯罪行動分析チーム長は韓国社会全体に「法的に処罰を受けても自分の集団に不利益になる陳述はできない」という認識となっていると解説している。

朝鮮日報は偽証を含む嘘が韓国社会で蔓延している背景について、縁故や温情、「どうせ摘発されても処罰は軽い」という認識が定着していることをあげた。
韓国では偽証罪の法定刑は5年以下の懲役または1000万ウォン（約100万円）以下の罰金だが、実際は約8割が執行猶予付き判決を受けることから、偽証についての罪の意識が軽いとされている。国会での偽証罪は法廷偽証罪より重い1年以上10年以下の懲役刑にはなっているが、処罰には国会の告発が必要となるため、与野党が対立して合意を出来なかったら告発そのものができない。第19代国会（2012年5月－16年5月）で偽証容疑の告発が8件がほぼ「嫌疑なし」と判断された。文亨杓前保健福祉部長官は、崔順実被告の国政介入事件をめぐる国会聴聞会で偽証した疑いで特別検察官に逮捕されたことを受けて、偽証をアメリカのように重罪とすべきだとしている。韓国最高検察庁によると、偽証罪は先進国との比較で最多である。偽証を拒否した人が逆に誣告罪で起訴されて苦しむ自体となっている。ソウル大学教授は、「韓国人は嘘をつくことへの罪悪感がないというのが最大の問題」「司法への不信だけでなく、社会への不信が深刻化する副作用が問題」と述べている。